# المعبد الأبيض

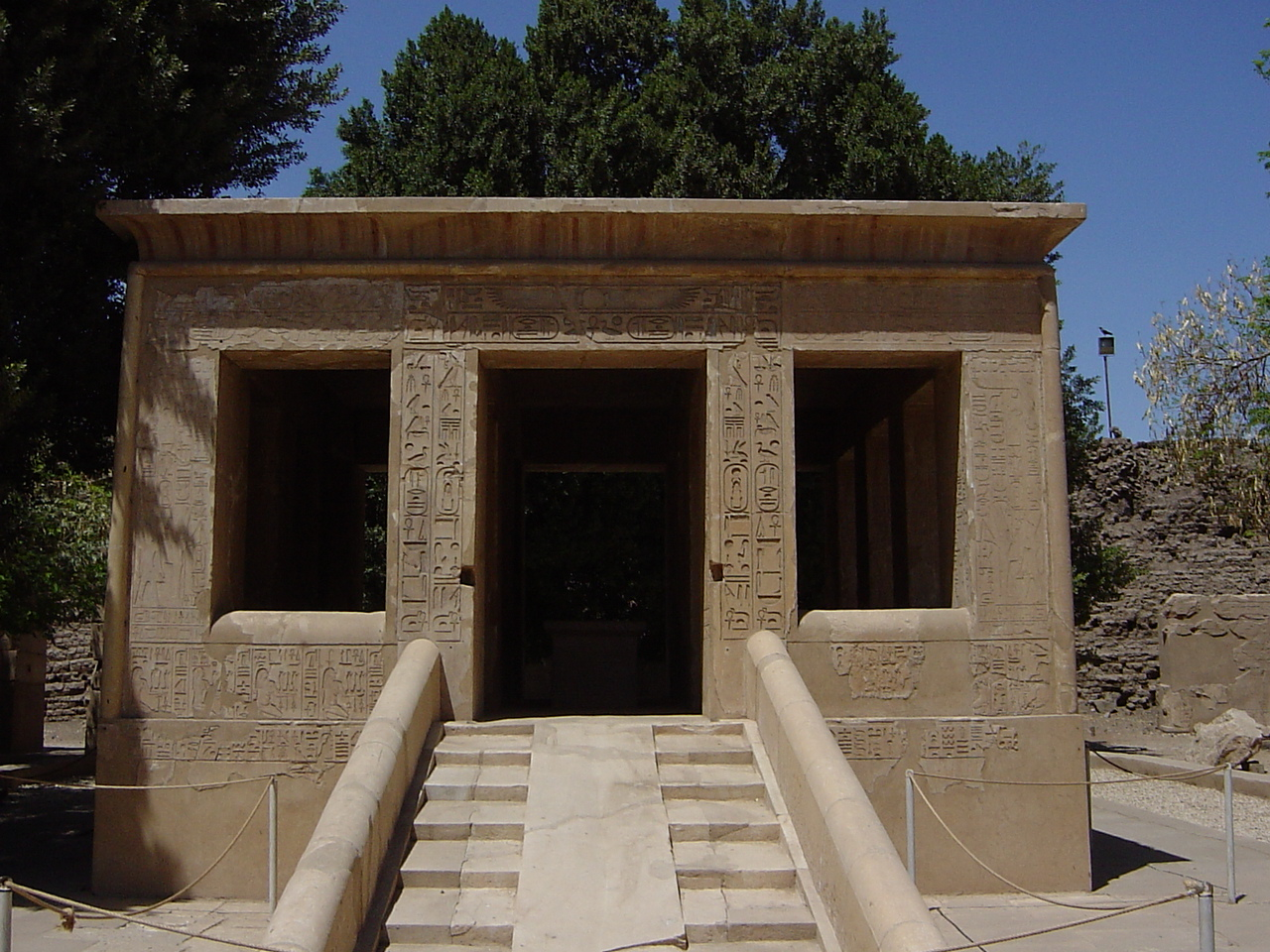
الهيكل الأبيض للملك س-ن-وسرت الأول، قام ببنائه في الفترة من عام 1971 إلى 1926 قبل الميلاد، و قام بهدمه الملك أمن-حتب الثالث في الفترة من عام 1390 إلى 1352 قبل الميلاد.

الهيكل الأبيض الخاص بالملك س-ن-وسرت الأول (يُشار إليه أيضاً بالهيكل اليوبيلي الخاص بالملك س-ن-وسرت الأول) تم بنائه خلال الدولة المصرية الوسطى. و تم هدمه خلال الدولة الحديثة، و أُعيد إستخدامه كحشوات في الصرح الثالث بمعبد الكرنك (فناء آمون-رع).
تم العثور على القطع المفككة داخل الصرح الثالث باللمعبد الرئيسي عام 1927. فذلك الصرح قد تم بناؤه داخل معبد الكرنك في عهد أمن-حتب الثالث، الذي قد تمت إزالة جميع قطعه بعناية في الفترة بين عامي 1927 و 1930، ثم تم تجميع هذه القطع مرة أخرى في المبنى الذي نشاهد اليوم في متحف الكرنك المفتوح.
الهيكل الأبيض مصنوع من الحجر الجيري. و تحتوي أعمدتها على نقوش ذات جودة عالية جدًا من التي لا يمكن رؤيتها في مكان آخر في الكرنك، و هي تصور الملك سنوسرت أثناء تتويجه و هو مُحاط بالمعبودات آمون وحورس ومين وبتاح .
تمتد على طول قاعدة الجدران الخارجية سلسلة من النقوش التي تصور رموز معبودات مصر و أقاليمها أو مقاطعاتها. و يوجد على الجانب الغربي أقاليم الصعيد ، وعلى الجانب الشرقي أقاليم مصر السفلى .

## معرض صور الهيكل الأبيض

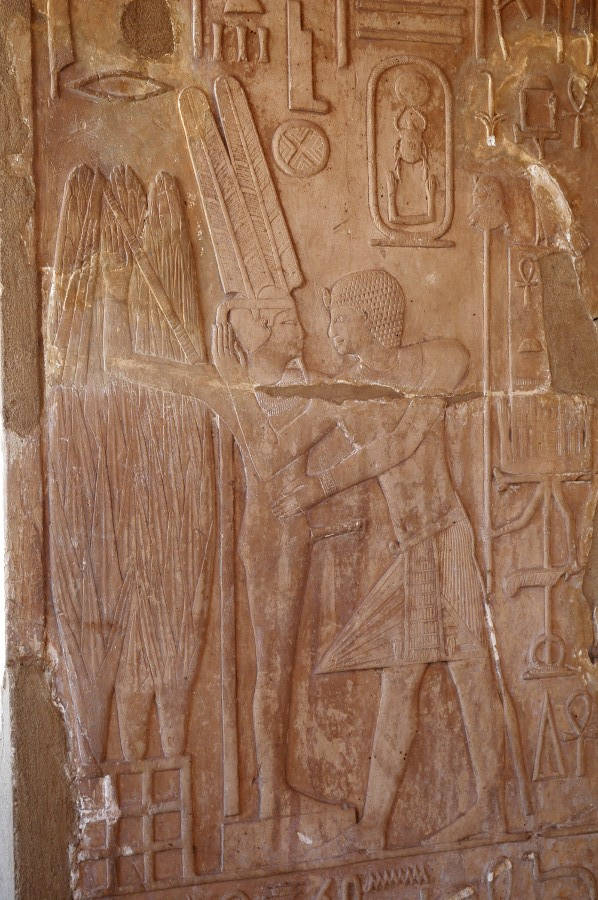
نقوش الهيكل الأبيض
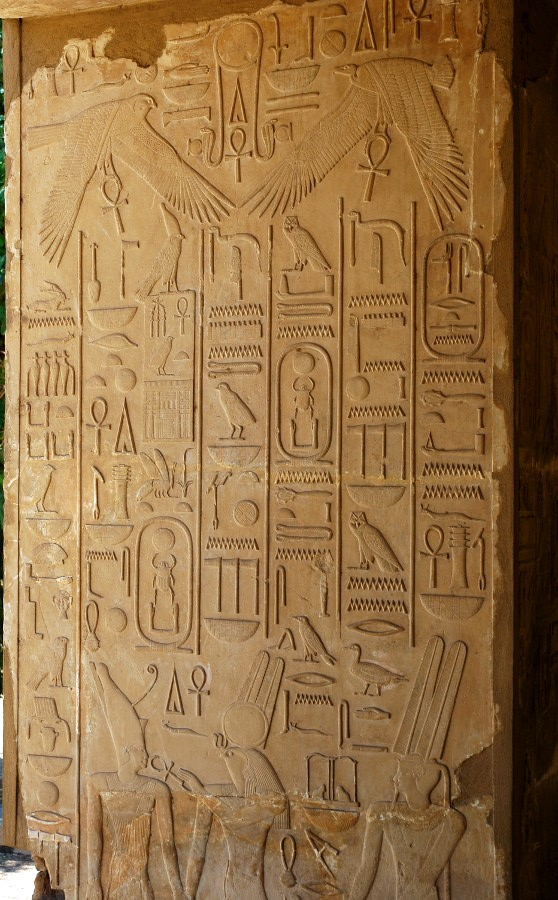
نقوش الهيكل الأبيض
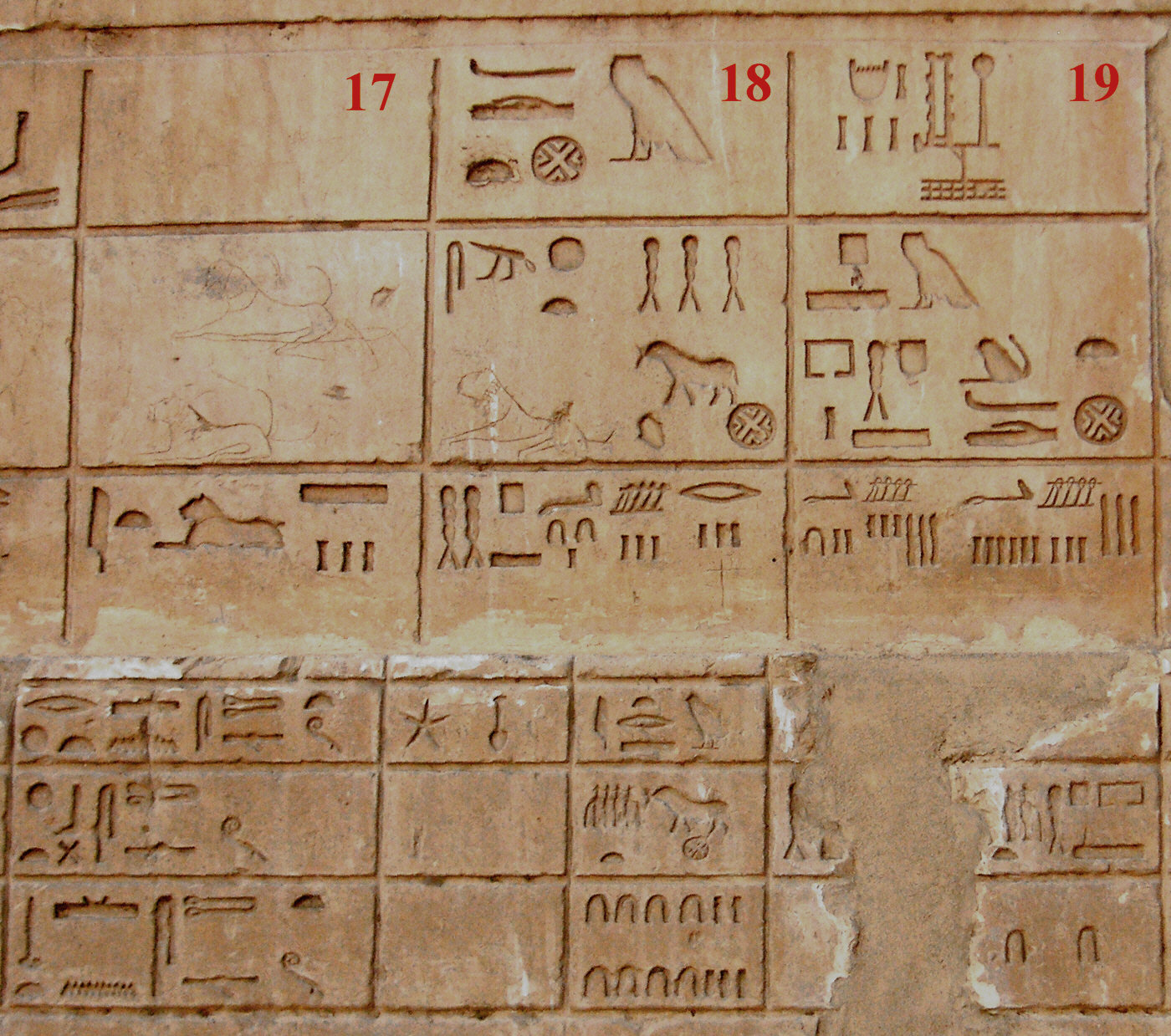
ظهور الأرقام على الهيكل الأبيض

## روابط خارجية
- المصلى الأبيض في مشروع الكرنك .